# Guarda Civil do Rio Grande do Sul
Guarda Civil do Rio Grande do Sul, criada em 21 de janeiro de 1929 pelo Governador do Estado Getúlio Dornelles Vargas. Foi uma corporação de policiais civis uniformizados pertencente à estrutura da Polícia Civil do Estado do Rio Grande do Sul.
Tinha como atribuição o policiamento ostensivo das áreas urbanas, fazendo rondas a pé e motorizadas. Atuava no controle de distúrbios civis com a sua unidade de intervenção ou “choque” e realizava patrulhamento fluvial.
A Guarda Civil foi extinta por força do Decreto Lei nº 667, de 2 de julho de 1969.
Pelo reaproveitamento da Lei nº 5.950/1969, os guardas rio-grandenses tornaram-se investigadores dos quadros da Polícia Civil.